# Bossendorf
Bossendorf é uma comuna francesa na região administrativa de Grande Leste, no departamento Baixo Reno. 